# 663114
663114 est un court métrage d'animation japonais réalisé par Isamu Hirabayashi en 2011.
Il est récompensé par le prix Noburō Ōfuji du prix du film Mainichi.

## Synopsis
C'est le récit à la première personne d'une cigale du Japon, qui vit 66 ans sous terre, sous forme de larve, puis se reproduit et meurt pendant une journée.
La cigale accomplit sa mue, mais est perturbée par un tremblement de terre.

## Distinctions

### Récompenses
- 2011 : Prix Noburō Ōfuji du prix du film Mainichi
- 2011 : 62e festival du film de Berlin, prix Génération, mention spéciale[2].

### Nominations
- 2011 : 68e édition de la Mostra de Venise : prix Orizzonti

## Fiche technique
- Origine : Japon
- Année : 2011
- Durée : 8 minutes
- ZDF
- Réalisateur : Isamu Hirabayashi
- Scénariste : Isamu Hirabayashi
- Musique : Takashi Watanabe
- Animation : Ken Murakami
- Production : Carte blanche
- Producteur : Isamu Hirabayashi
- Son : Keitaro Iijima